# Howard Taylor
Howard Taylor (30 de junho de 1861 — 1 de outubro de 1925) foi um velejador britânico, campeão olímpico. Ele participou dos Jogos Olímpicos de Verão de 1900 e conquistou a medalha de ouro na segunda corrida disputa na classe 3 – 10 t a bordo do Bona Fide ao lado de Harry Jefferson e Edward Hore.
Taylor trabalhou como corretor da bolsa em Londres e emigrou para a África do Sul antes de se mudar para a Austrália Ocidental em 1890. Após uma corrida do ouro em Ashburton Shire , ele trabalhou brevemente como fazendeiro e depois voltou ao seu antigo comércio como corretor de valores mobiliários. Em 27 de julho de 1896 foi eleito para o Parlamento Regional da Austrália Ocidental, do qual foi membro até sua renúncia em 9 de junho de 1899.